# La Gorgona (film 1915)
La Gorgona è un film del 1915 diretto da Mario Caserini.

## Trama
Pisa, secolo XI. Spina, giovane sacerdotessa figlia di Pietro è votata a tenere accesa una fiamma che illumini la strada del ritorno per coloro che tornano dalla Crociata. Ma il cavaliere fiorentino Lamberto si innamora di lei ed i due giovani vengono meno al voto di castità che impegnava Spina.  La vergogna per aver tradito la promessa di purezza fatta spinge Spina al suicidio e Lamberto si uccide con lei.

## Produzione
Nel dicembre 1914 Mario Caserini, uno dei registi più noti e stimati del tempo, lasciò per dissidi con i dirigenti la "Gloria", casa di produzione che aveva contribuito a fondare nel 1913, rientrando nel precedente rapporto professionale con la "Ambrosio", dove resterà per alcuni mesi. La Gorgona è il primo film che egli dirige in questo secondo periodo presso lo stabilimento torinese di via Catania. 

Scena di massa del film girata nella piazza del Duomo di Pisa

Fotogramma del film relativo ad una scena girata a Marina di Pisa

In quell'anno 1915 l'azienda torinese fu la prima produttrice a livello nazionale  con 68 pellicole edite (la seconda è la "Cines" con 58), ed in gran parte anche esportate, nell'epoca del massimo successo internazionale della prima cinematografia italiana
Tratto dall'omonima opera teatrale di Sem Benelli, La Gorgona fu girato tra la fine del 1914 ed i primi mesi del 1915 con esterni ambientati nei veri luoghi della vicenda, come la piazza del Duomo di Pisa, il Cimitero monumentale della stessa città ed a Marina di Pisa.

## Accoglienza
Ottenuto il visto della censura nel marzo 1915, La Gorgona fu distribuito sugli schermi italiani ad aprile, costituendo uno dei più importanti successi cinematografici prima dell'entrata in guerra dell'Italia, Poco prima di apparire sugli schermi era stato oggetto di una "anteprima" presso il Palazzo romano della regina Margherita, con una proiezione privata avvenuta il 19 marzo 1915 ed organizzata dal pioniere della cinematografia italiana Filoteo Alberini.
Il film ottenne, secondo le cronache del tempo, un buon successo di pubblico e critiche benevole che misero in risalto come il soggetto di Benelli traesse dalla versione cinematografica «quadri di meravigliosa bellezza ed impressioni forti e profonde [da cui] la film si avvantaggia per grandiosità di scene, verità d'azione e maestosità coreografica». Per altri «il dramma di Benelli, ridotto un po' troppo cinematografico, perde sullo schermo quel senso di poesia che a teatro strappa applausi, ma ai difetti della film si debbono contrapporre le sue doti: perfetta distribuzione delle masse, equilibrio della durata di ogni scena e sapiente interpretazione».
La gorgona è un film attualmente considerato perduto.